# Центральный национальный комитет
Центральный национальный комитет (пол. Komitet Centralny Narodowy, Centralny Komitet Narodowy) — руководящий центр польской повстанческой организации в период подготовки и развёртывания январского восстания 1863 года.

## История
Основан в октябре 1861 в Варшаве как подпольный Комитет движения, с лета 1862 — ЦНК. В его состав входили польские революционеры — Я. Домбровский, С. Бобровский, А. Гиллер, И. Хмеленьский, З. Падлевский, Б. Шварце, Н. Дюлёран. В момент начала восстания 10 (22) января 1863 ЦНК объявил себя Временным национальным правительством (Tymczasowy Rząd Narodowy), в мае 1863 переименован в Национальное правительство (Rząd Narodowy).